# Андроникашвили, Александр
Князь Александр Андроникашвили (Александр Семёнович (Симонович) Андроников), (груз. ალექსანდრე ანდრონიკაშვილი; 7 (19) октября 1871, Российская империя — 20 мая 1923, Тбилиси, ССРГ) — русский и грузинский военачальник. Полковник Русской императорской армии, генерал-майор Российской республики (1917), генерал-майор грузинской армии. Национальный герой Грузии.

## Биография
Участник русско-японской и Первой мировой войн. В 1913—1917 годах был преподавателем в Алексеевском военном училище. С июня 1917 года был начальником штаба армейского корпуса. За время службы в Русской императорской армии был награждён орденами Св. Станислава 3-й ст. (1898), Св. Анны 3-й ст. (1907), Св. Станислава 2-й ст. (06.12.1914), Св Владимира 4-й ст. с мечами и бантом (16.08.1915), Св. Владимира 3-й ст. с мечами (16.01.1916).
В конце 1917 года вернулся в Грузию, где участвовал в организации Национальных вооруженных сил. С осени 1918 по лето 1919 — начальник штаба Вооруженных сил Грузии, член Военного совета республики. С мая 1920 года по февраль 1921 года он был начальником Грузинского военного училища. В феврале 1921 года, после вторжения Красной армии в Грузию, был командующим Коджор-Табахмелинским фронтом.
После оккупации Андроникашвили стал одним из лидеров национально-освободительного движения. В 1922—1923 гг. был членом Военного центра Комитета независимости Грузии.
20 мая 1923 года был расстрелян.